# Bulgária gazdasága
Bulgária gazdasága a szabad piac elvei szerint működik, nagyobb magánszektorral és kisebb állami szektorral. Bulgária iparosodott, közepesen magas jövedelmű, fejlődő ország a Világbank besorolása szerint, lassan növekvő gazdasággal. 2015-ben a nominális GDP 57,6 milliárd dollár volt, a vásárlóerő-paritás pedig 128,1 milliárd dollár. A külföldi közvetlentőke-befektetés (FDI) 2015-ben mintegy 20%-kal volt magasabb az előző évinél. Bulgária fizetőeszköze a leva, melyet az euróhoz rögzítenek (1 euró = 1,95583 leva).
Bulgária fő gabonaterményei a búza, a kukorica és az árpa, ezen kívül jelentős a cukorrépa, a napraforgó és a dohány. Az exportra termelt zöldségfélék közül a paradicsom, az uborka és a paprika emelkedik ki. A gyümölcsök közül almából és szőlőből termelnek legtöbbet, de a kommunizmus vége óta egyre csökkenő mennyiségekben; ugyanakkor a bor exportja jelentősen nőtt. Állattartás szempontjából a szarvasmarha, a juh, a házi sertés, a szárnyasok és a bölény a jelentős. A tejtermékek közül kiemelkedő a joghurt és a kecskesajt készítése.
Az ipar 2011-ben a GDP 31,2%-át tette ki, 2015-ben a 27,3%-át. A Szovjetunió összeomlását követően a bolgár ipar elvesztette legnagyobb piacait, így az 1990-es években krízisekkel küzdött. A 2000-es évektől lassú növekedés volt tapasztalható. A fontosabb ágazatok közé tartozik az energiaipar, a gépipar, a bányászat, a fémipar és az élelmiszeripar. A legfőbb exporttermékek közé tartoznak a ruházati cikkek, a vas és acél, nehézgépek és a különféle üzemanyagok. A szolgáltatóipar a 2000-es évek óta jelentős szerepet tölt be a bolgár gazdaságban, produktivitás és munkaerő-foglalkoztatás szempontjából is, azonban alul marad az európai uniós átlaghoz képest. A turizmus 2014-ben a GDP 3,7%-át tette ki, ezzel a 72. helyen állt a világon. Az előrejelzések folyamatos növekedést jósolnak. A szektor a munkavállalók 12%-át foglalkoztatta.

## Története

### A 20. század elején

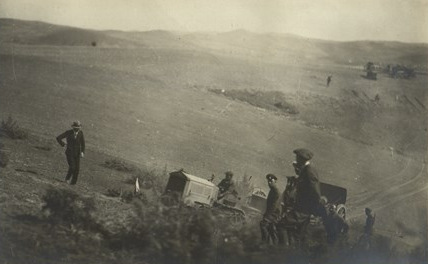
Munka a földeken az 1920-as években

Bulgária gazdasága a 19. század végén, 20. század elején erőteljesen mezőgazdasági jellegű volt. Sztefan Sztambolov miniszterelnök a piacalapú gazdaság híve volt, igyekezett a külföldi befektetések számára kedvező körülményeket teremteni, támogatta a vasútépítést, hogy az országot minél több nemzetközi piaccal lehessen összekötni. Mindezek, valamint az iparosodás elindulása ellenére is a mezőgazdaság fejlesztése volt a legfontosabb, I. Ferdinánd bolgár cár elsősorban a mezőgazdasági produktivitás növelésére helyezte a hangsúlyt. Az 1899-ben megalakult Bolgár Földműves Népi Szövetség (BFNSZ) a földműveseket képviselte és nagyon hamar befolyásos párttá vált, különösen miután a gazdaság fejlesztésére irányuló törekvések miatt az állam jelentősen eladósodott.
Az első világháborút követően a BFNSZ hatalomra kerülésével piacellenes intézkedéseket vezettek be, melyek a kereskedőréteg ellen irányultak, akiket a földművesek ellenségének tekintettek. Alekszandar Sztambolijszki mindenképp alacsonyan akarta tartani az adókat, emiatt az állandó hadsereg fenntartását sem támogatta. Az 1920-as és 30-as években Bulgária kereskedelmileg közelebb állt Németországhoz, mint a Szovjetunióhoz, akikkel csak 1940-ben kötöttek kereskedelmi szerződést.

### Az 1940-es évektől 1990-ig
A második világháborút követően Bulgária szovjet befolyás alá került, kormányt a kommunista Szülőföld Front alakíthatott. 1947-ben a bolgár kormány a szovjet modellek alapján központi, tervalapú gazdálkodásra rendelkezett be, melynek legfontosabb elemei a nehézipar fejlesztése és a mezőgazdaság kollektivizálása voltak.
Nyugati szakértők szerint Bulgária gazdaságának szovjet mintára történő átalakítása teljesen a harmadik terv (1958–1960) alatt következett be. A nehéziparra fókuszáló tervgazdálkodás eleinte látványos eredményeket ért el, növekedett a munkatermelékenység, támogatták az agráripart, az oktatást és az építőipart is. Mindezek ellenére az eredményeket árnyalja, hogy a bolgár élelmiszerexport rendkívül alacsony áron zajlott, az import gépek jobbára elavultak voltak, a munkások alulképzettek. A munkások (és velük az igazgatók) száma gyorsan növekedett, a hatékony működés azonban a szervezetlenség, bürokrácia és a képzetlenség miatt nem valósulhatott meg. A kollektivizálás miatt sok földműves kényszerült a városban keresni munkát, növekedett a munkanélküliség. A kínai mintára létrehozott harmadik terv a korábban központosított kollektívák helyett 957 óriáskollektívát hozott létre, melyek egyenként 4500 hektár földdel rendelkeztek. Az ipar fő ágazatai a gépipar és a vegyipar voltak.
Az 1960-as évekre a tőkehiány, az alacsony munkahatékonyság és a drága alapanyagok miatt a bolgár gazdaság fejlődése akadályokba ütközött. Az 1980-as évekre a helyzet tovább romlott, a rossz vezetés miatt is. Todor Zsivkov rendszerének 1989-ben vége lett ugyan, a BFNSZ azonban a szabad választások után is megtartotta vezető szerepét, megnyervén az 1990-es választásokat. A KGST-piac összeomlása és a szovjet piac elvesztése komoly csapást mért Bulgáriára, az életszínvonal 40%-kal esett vissza. A gazdaság fellendítéséhez reformokra lett volna szükség, az ipar versenyképtelen volt a nemzetközi piacon, az anyag- és energiafelhasználás pazarló volt, az géppark elavult. A mezőgazdaság olyannyira visszaesett, hogy az ország alig tudta a saját szükségleteit ellátni. Az állam teljesen eladósodott.

### Az 1990-es évektől

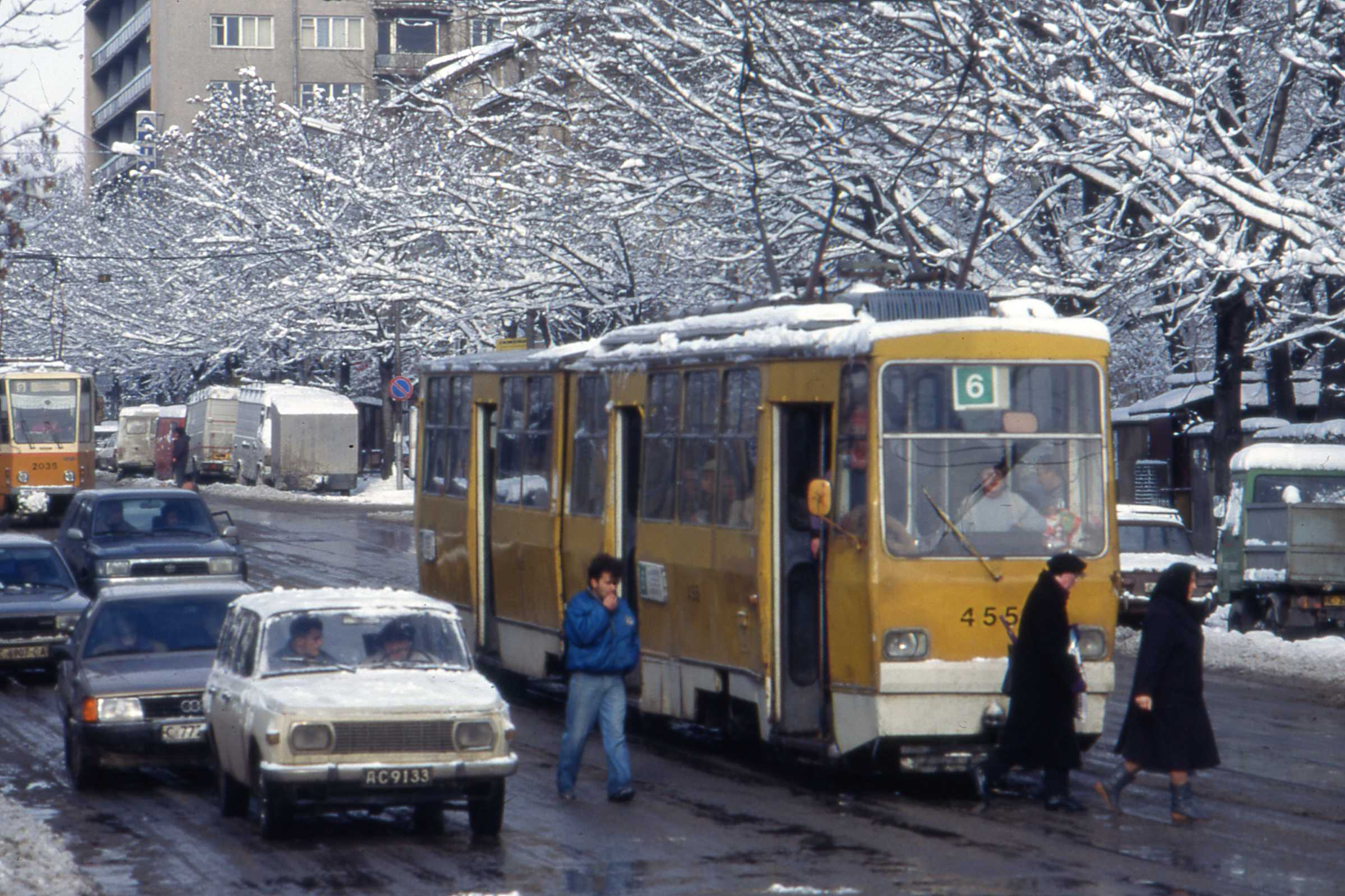
Szófia 1995-ben

Az 1990-es évek elején Bulgária „sokkterápiás” reformprogrammal igyekezett javítani a gazdaság helyzetén, liberalizálták a piacot, megszüntették a központosítást és a külkereskedelem elé gördített akadályok nagy részét. 1996-ban az ország a Kereskedelmi Világszervezet tagja lett. A viszonylagos néhány éves stabilitást követően 1997-re a gazdaság ismét válságba került, ami a bankrendszer összeomlását, a GDP erőteljes csökkenését, magas inflációt eredményezett. A Nemzetközi Valutaalap (IMF) és a Világbank segítségével reformokat vezettek be. Az Egyesült Demokrata Erők vezette új kormány 800 millió dolláros, hároméves kölcsönben állapodott meg az IMF-fel.
2006-ban a feketegazdaság mintegy 20-30%-ot tett ki Bulgáriában. 2007-ben az ország az Európai Unió tagjává vált; a 2000-es évek eleje óta a kormány erőteljes privatizációt hajott végre az állami ágazatokban. Mindez a gazdasági mutatók javulásával járt. Az első évtizedben a GDP évente átlagosan 4%-kal nőtt. 2015-ben a nominális GDP 57,6 milliárd dollár volt, a vásárlóerő-paritás pedig 128,1 milliárd dollár.
A fejlődő gazdaság és befektetéseket kedvezően befolyásoló kormányzati rendelkezések ellenére számos akadályozó tényező is létezik, mint például a korrupció, a gyenge jogérvényesítés, vagy a szervezett bűnözés jelenléte.

## Ágazatok

### Mezőgazdaság

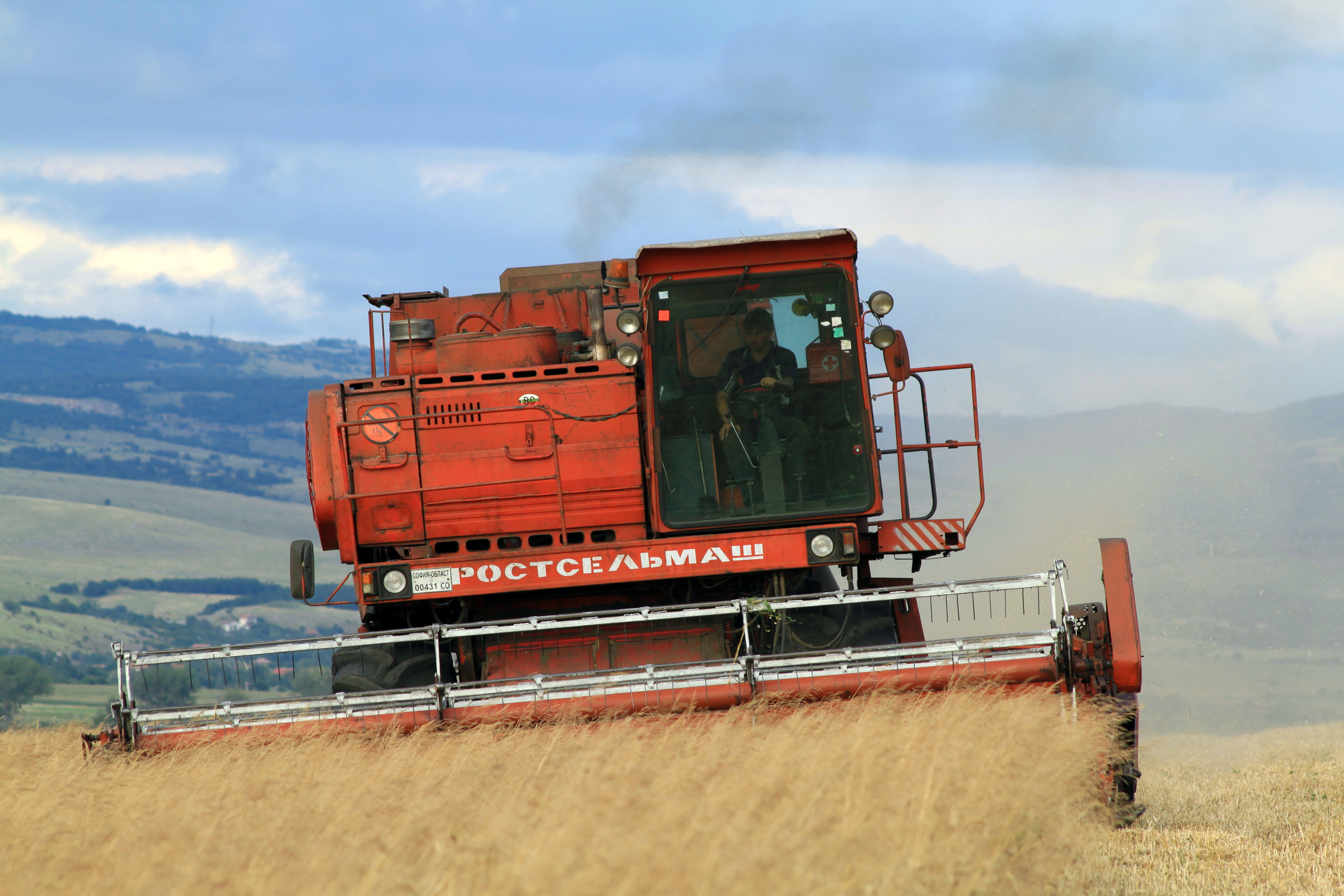
Betakarítás Szlivnicában

A központosított, állami kézben lévő mezőgazdaságot a rendszerváltást követően felváltotta a privatizálás, a földtulajdon magánkézbe kerülése, de ez lassú folyamat volt. Az 1990-es években a gazdasági bizonytalanság sem segítette a folyamat gyorsítását. 2004-re a mezőgazdasági munkaerő és termelés mintegy 98%-a volt magánkézben. 2011-ben a mezőgazdaság 5,6%-át adta a GDP-nek, 2015-ben a 8,6%-át.
Az ország területének mintegy 50%-a termőföld. A genetikailag módosított növények termesztése tilos. Bulgária fő gabonaterményei a búza (a művelhető terület mintegy 35%-a), a kukorica (13%) és az árpa (5,4%), ezen kívül jelentős a cukorrépa, a napraforgó (a megművelhető területek 24%-a) és a dohány. Az exportra termelt zöldségfélék közül a paradicsom, az uborka és a paprika emelkedik ki. A gyümölcsök közül almából és szőlőből termelnek legtöbbet, de a kommunizmus vége óta egyre csökkenő mennyiségekben; ugyanakkor a bor exportja jelentősen nőtt. Állattartás szempontjából a szarvasmarha, a juh, a házi sertés, a szárnyasok és a bölény a jelentős. A tejtermékek közül kiemelkedő a joghurt, a kecskesajt és a feta sajt készítése. Bulgária egyike a világ legnagyobb rózsaolaj-termelőinek.
2012-es adatok szerint az ország területének 37,2%-a erdő, ennek mintegy 40%-át teszik ki a tűlevelű erdők. 2002-ben mintegy 4800 tonna fát termeltek ki, 44%-ban tüzelőanyagnak, 20%-ban papírgyártáshoz. 2004-es becslések szerint a fakitermelés mintegy 45%-a illegálisan történt.

### Ipar

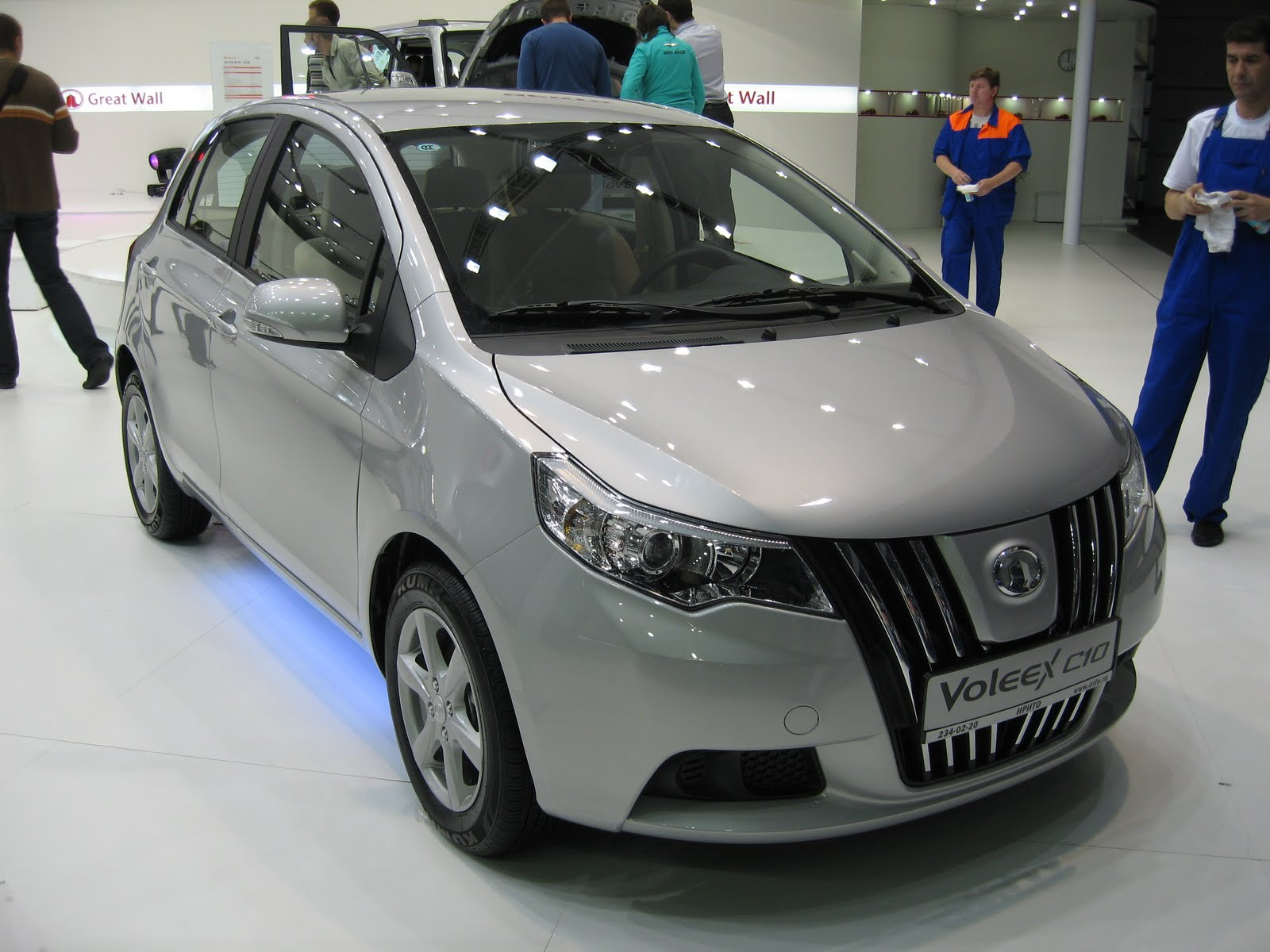
A kínai Voleex C10 típusú autó összeszerelésével indult a Litex Motors gyár Bulgáriában

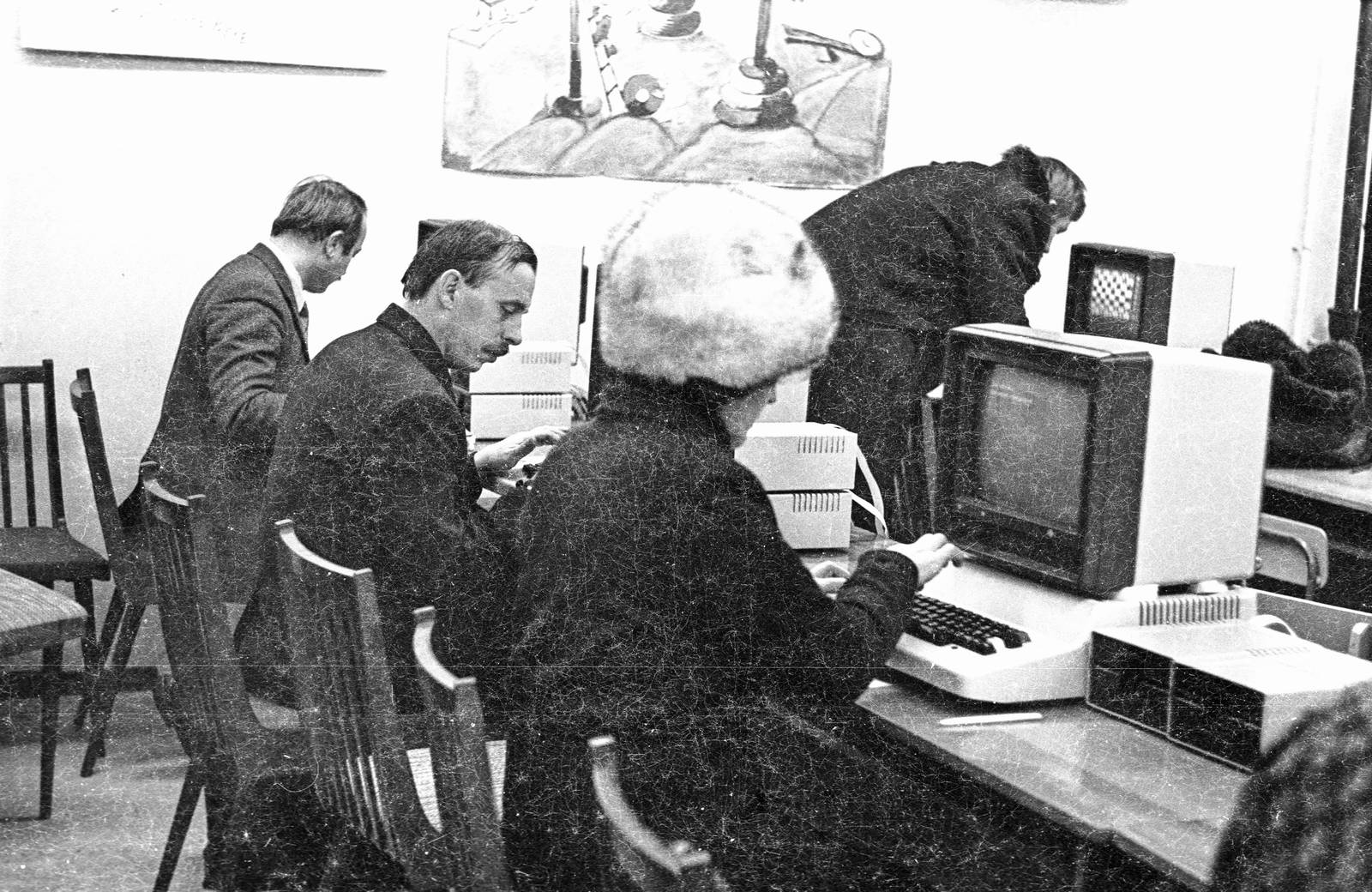
Pravec számítógép a Szovjetunióban, az 1980-as években

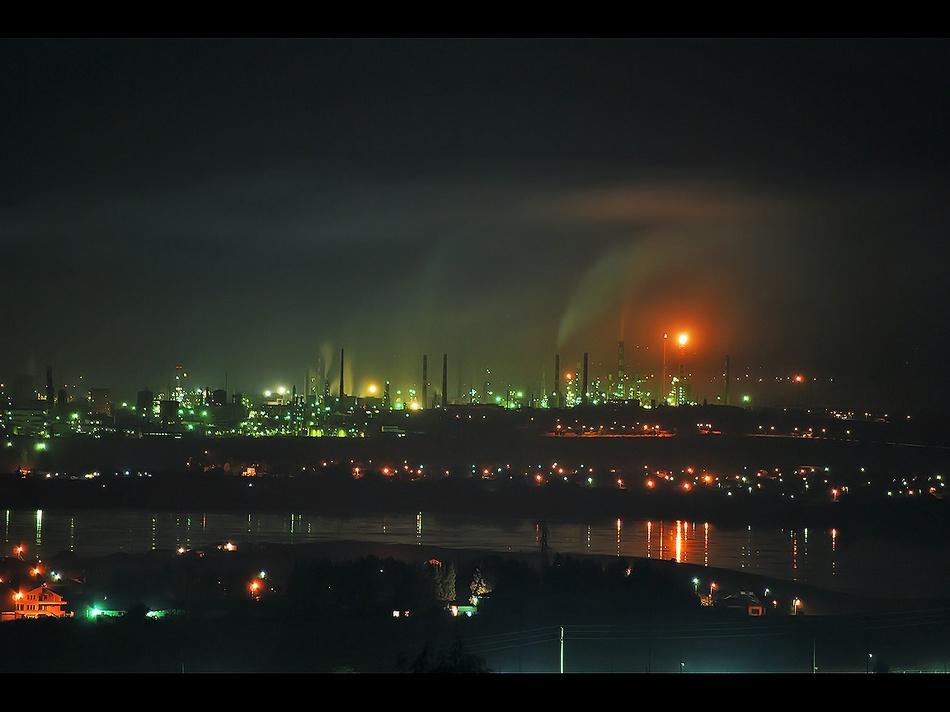
A Lukoil olajfinomítója Burgaszban

Az ipar 2011-ben a GDP 31,2%-át tette ki, 2015-ben a 27,3%-át. A Szovjetunió összeomlását követően a bolgár ipar elvesztette legnagyobb piacait, így az 1990-es években krízisekkel küzdött. A 2000-es évektől lassú növekedés volt tapasztalható. Több mint 60 ipari övezet található az ország területén. Az egyik legjelentősebb bolgár iparág a gépipar, 2012-ben mintegy 205 000 ember dolgozott a szektorban, amely 3,11 milliárd eurót termelt. A főbb termékek a nehézgépek, mezőgazdasági gépek, a fémfeldolgozás, autóipari alkatrészek, a hajógyártás és a katonai felszerelések. A jelenlévő cégek közé tartozik például a Palfinger daru- és hidraulikusgép-gyártó, az autóipari alkatrészeket gyártó japán Yazaki, a Lufthansa Technik repülőgép-karbantartó, a Transwagon mozdony- és villamosgyár. 2012-ben a bolgár autóipar is újra elindult, Litex Motors néven jött létre összeszerelő gyár, mely a kínai Great Wall Motors közreműködésével kínai modelleket gyárt Európa számára.
Bulgáriában nagy hagyománya van a számítástechnikának, az 1970-es, 80-as években ők látták el a szovjet blokkot számítógépekkel (például a Pravec márkájúakkal). A 2000-es években az ország mind inkább alternatív megoldást kínált az indiai munkaerőpiaccal szemben számítástechnikai és szoftvercégek számára, köszönhetően a nagy számú és magasan képzett IT-szakembereinek. Olyan vállalatok végeztetnek itt programozási, szoftverfejlesztési feladatokat kisebb bolgár cégekkel, mint a Boeing, a BMW vagy a Nortel, de jelen van az országban a Cisco, a Johnson Controls, az SAP és a HP is. 2011-ben a 100 legnagyobb bolgár technológiai vállalat a GDP 6,8%-át termelte.
A számítástechnikához szorosan kapcsolódó elektronikai ágazat is régóta jelen van Bulgáriában. Többek között akkumulátorokat gyártanak jachtok, helikopterek, mozdonyok és katonai járművek számára, nagy teljesítményű áramátalakítókat a villamosipar számára, különféle iparágakban használt szenzorokat, erősítőket, kondenzátorokat és kondenzátortelepeket, vonatokon használt fűtő-, szellőző- és légkondicionáló berendezéseket, félvezető termékeket, autóiparban használt kábeleket és huzalokat, háztartási hűtő- és fagyasztógépeket, nyomtatott áramköri kártyákat, LED-termékeket. 2010-ben a szektor bevételei meghaladták az 1,5 milliárd eurót és 45 000 embert foglalkoztatott mintegy 2300 vállalat. A termékek 75%-a exportra készül, ezek 25%-a kábel és huzal, 11%-a akkumulátor. Jelen van az országban a Liebherr, a Siemens, az ABB, a Schneider Electric és a Hyundai Engineering.
1989 előtt Bulgária vegyipara igen jelentős volt, főképp nátrium-karbonát, foszfor- és nitrogénalapú műtrágyák, valamint a gyógyszeripar területén. Az ország természeti kincsei (kősó, homok, agyag, mészkő, kaolinit stb.) jó alapot biztosítanak a vegyipar számára. 1954-ben nyitották meg a nátrium-karbonát-gyárat Várna megyében, mely ma többségében a Solvay SA tulajdona, és Európa legnagyobb szódagyára. 1963-ban kezdte meg működését a burgaszi petrolkémiai komplexum (olajfinomító), amely ma nagyobb részben az orosz Lukoil tulajdona. Az 1990-es évek közepétől külföldi cégek, mint az Italcementi cementgyárakat újítottak fel. Az Agropolychim műtrágyagyár 1999 óta amerikai többségi tulajdonnal működik és főképp exportra termel. Az építőanyagok területén jelen van a Henkel, a Knauf és a Saint-Gobain. A török Şişecam üvegipari cég négy üveggyárat üzemeltet az országban. A vegyipar 2011-ben mintegy 2,81 milliárd eurót termelt és több mint 85 000 embert foglalkoztatott. Több mint 40%-át a forgalomnak a nemfémes ásványkincsek jelentették, 28%-ot a műanyagok és szintetikus gumik, 12%-ot a papírtermékek. Az ipar működéséhez elengedhetetlen földgázt Burgasz környékén termelik ki. A régió többi országához képest alacsonyabb energiaköltségek is segítik a vegyipar fejlesztését.

### Szolgáltatóipar
A szolgáltatóipar a 2000-es évek óta jelentős szerepet tölt be a bolgár gazdaságban, produktivitás és munkaerő-foglalkoztatás szempontjából is, azonban alul marad az európai uniós átlaghoz képest, ami a GDP 75%-a. Bulgáriában 2000-ben 62,3%, 2013-ban 66,6%, 2015-ben 64,1% volt a részesedése a bruttó nemzeti termékből. 2012-ben a munkavállalók 62%-a dolgozott a szektorban, ami szintén alatta van az uniós átlagnak. A szolgáltatások exportja szintén növekedőben van, de alatta marad az európai átlagnak, 2013-ban a szolgáltatások exportja a GDP 14%-át adta, és a nagy része hagyományos szolgáltatás, mint az utazás (52%) és a közlekedés (20%). Az úgynevezett modern szolgáltatások (mint a bankolás, telekommunikáció, a biztosítás, az üzleti szolgáltatások, call centerek stb.) 2013-ban a szolgáltatások exportjának csupán a 28%-át tették ki, míg például Lengyelországban a 42%-át. A modern szolgáltatások közül a vezető szerepet az információ- és kommunikációtechnológia tölti be, de ez is csupán 9,9%-át teszi ki a szolgáltatás-exportnak. A főbb célpontok Németország és Törökország, ami az export 25%-át öleli fel. A 2010-es években növekszik a Magyarországra exportált bolgár szolgáltatások mennyisége, melyek jórészt utazási, közlekedési és üzleti szolgáltatásokból állnak. Bár a szolgáltatások exportja tekintetében Bulgária lassabban fejlődik, mint más európai államok, hozzáadott értéket tartalmazó szolgáltatások tekintetében magas értéket képviselnek.

### Turizmus
Az 1990-es években a turisztikai ágazat nem szerepelt jól Bulgáriában, a 2000-es évek elején azonban újra gyors növekedésnek indult. 2004-ben mintegy négymillió külföldi látogatott az országba, ez a szám 2000-ben még 2,3 millió volt. 2015-ben 9,3 millió külföldi lépte át a határt, ebből több mint 5,2 millió európai uniós országból érkezett, a legtöbben Romániából (1,4 millió) és Görögországból (1 millió). Magyarországról 102 000-en látogattak az országba. A nem uniós európai országok közül Törökországból mintegy 1,2 millióan, Szerbiából 500 000-en érkeztek. Az Európán kívüli országok közül leginkább Izraelből látogattak Bulgáriába, mintegy 155 000-en.
A turizmus 2014-ben a GDP 3,7%-át tette ki, ezzel a 72. helyen állt a világon. Az előrejelzések folyamatos növekedést jósolnak. A szektor a munkavállalók 12%-át foglalkoztatta.

## Kereskedelem

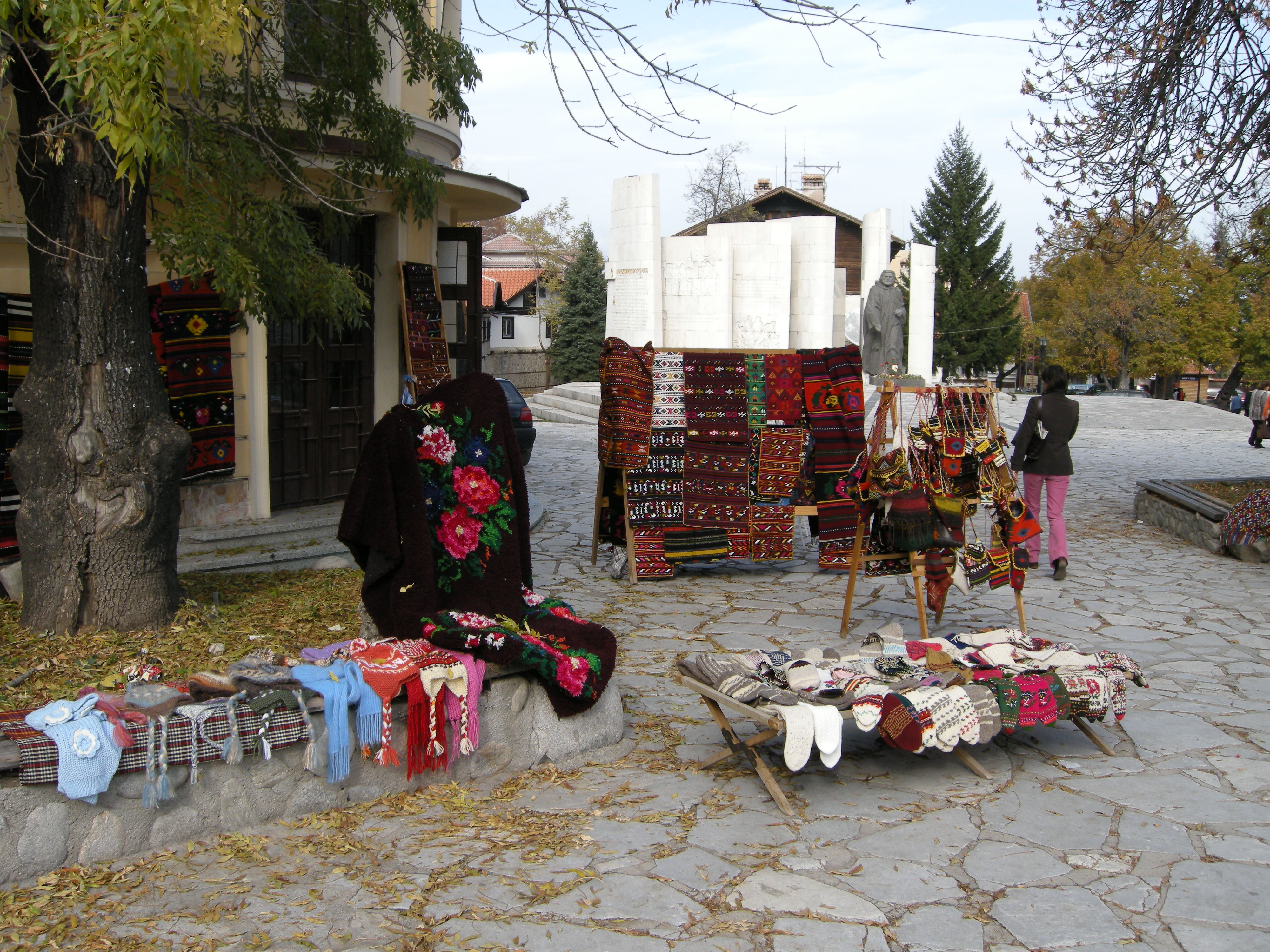
Bolgár textiláru

A Szovjetunió összeomlását követően Bulgária kereskedelmileg nehéz helyzetbe került, a korábbi piacainak nagy részét elveszítette. Az 1990-es években az Európai Unióval való kereskedelem felé fordult, 1999-ben csatlakozott a Közép-európai Szabadkereskedelmi Megállapodáshoz (aminek tagságát a 2007-es uniós csatlakozással automatikusan elveszítette). 2004-ben Bulgária importjának 54%-át, exportjának 58%-át uniós országokkal folytatta. A 2000-es évek elején a fosszilis tüzelőanyagok tették ki az import egy részét, bár a kilencvenes évekhez képest csökkent a mennyiség. Az importált alapanyagok (textil, fémércek, kőolaj) egy részét feldolgozás után re-exportálták. Az import nagy része Németországból, Oroszországból, Olaszországból, Törökországból, Görögországból és Belgiumból érkezett, és ugyanezen országok voltak a bolgár exporttermékek legnagyobb felvevő piacai is. A legfontosabb exporttermékek ekkor a ruházati cikkek, lábbelik, a vas és az acél, gépipari termékek és a tüzelőanyagok voltak.
2009-től évente átlagosan 9,5%-kal nőtt az export mennyisége, 2013-ban a GDP 68%-át tette ki, ami meghaladja az EU 44%-os átlagát. A hozzáadott érték azonban rendkívül alacsony, az egy főre jutó export értéke csak 3051 euró, körülbelül harmada az EU-átlagnak. Bulgária fejlődő gépipara ellenére az exporttermékek nagy része alapvető termék, viszonylag kevés a csúcstechnológiát képviselő áru. A kivitt áruk 50%-a bányászati termék, építőanyag- és felszerelés, gépek, textilipari termékek, gabona, valamint növényi olaj. A réz és a rézötvözet továbbra is jelentős részét adja az áruexportnak, mintegy 11%-át.

## Pénzügy
Bulgária pénzügyi rendszerének legjelentősebb szereplői a bankok, a pénzügyi eszközök 76%-ával. További jelentős szereplők a kiegészítő nyugdíjalapok, a biztosítók és a nem banki jellegű befektetési vállalkozások. A hazai bankok a piac 23%-ával rendelkeznek, 73%-nak európai anyacége van. A piac 24%-a görög bankok kezében van. Bulgária nemzeti központi bankja a Bolgár Nemzeti Bank, a leva egyedüli kibocsátója. A levát az euróhoz rögzítik (1 euró = 1,95583 leva).
2015-ben a nominális GDP 57,6 milliárd dollár volt, a vásárlóerő-paritás pedig 128,1 milliárd dollár. A külföldi közvetlentőke-befektetés (FDI) 2015-ben mintegy 20%-kal volt magasabb az előző évinél.
Az ország 2026. január 1-jén csatlakozik az euróövezethez, ettől fogva pénzneme az euró.

## Természeti erőforrások

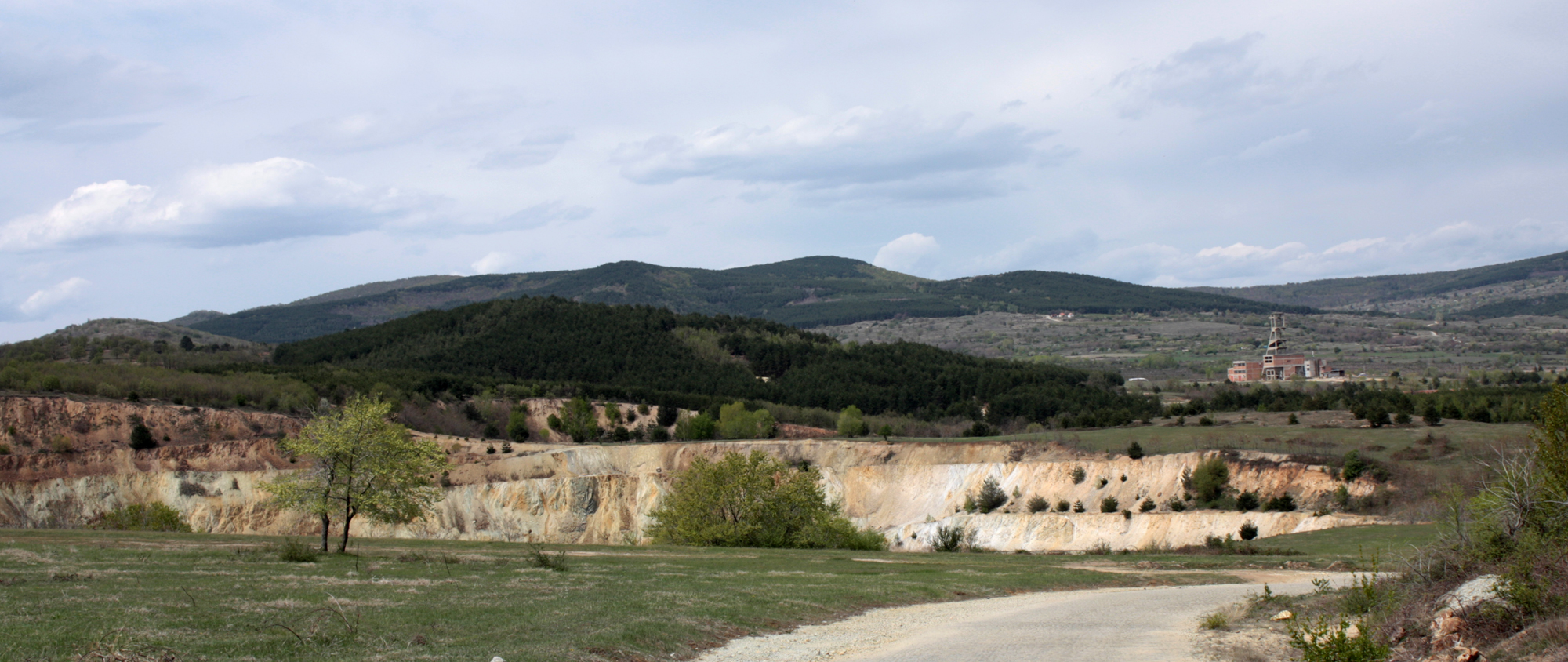
Az elsicai rézbánya Pazardzsik megyében

Bulgáriában körülbelül hatvanféle ásványt bányásznak. Az ország jelentős kőszén-tartalékokkal rendelkezik, becslések szerint mintegy 4,8 milliárd tonnával. Ennek túlnyomó többsége, mintegy 92%-a azonban lignit, amelynek alacsony a fűtőértéke és leginkább elektromos áram fejlesztésére használják. A legnagyobb kőszénbánya a Marica Iztok a Felső-Trák-alföldön, mely az azonos nevű ipari komplexumot látja el lignittel.
Észak-Bulgáriában és az ország fekete-tengeri kizárólagos gazdasági övezetében kőolaj és földgáz is található. Kőolajat Dolni Dabniknál és Gigennél (Pleven megye), valamint Tyulenovónál (Dobrics megye) termelnek ki. A rendelkezésre álló készlet mintegy 20 millió tonna. A Kaliakra-foknál mintegy hárommilliárd m³-nyi földgázlelőhelyet fedeztek fel; Lovecs és Etropole között 22 milliárd m³ található; Devencinél kb. hatmilliárd m³; további lelőhelyek vannak Devetakinál és Butannál. Becslések szerint az Aszparuh bolgár kánról elnevezett fekete-tengeri blokkban további 100 milliárd m³ lehet.
Bulgáriának jelentősek a réz-, cink- és ólom-készletei, főképp a déli részeken, a Rila–Rodopei masszívumban. Található itt szfalerit, pirit, kalkopirit, arzenopirit, titanit. Rézércben gazdag lelőhely a Szredna gora és Burgasz környéke. A két legnagyobb vasércbánya Kremikovciban és Krumovóban található, mintegy 430 millió tonnányi tartalékkal. Mangánércet Obrocsiste környékén, Várna megyében és Szófia megyében bányásznak. Bányásznak még aranyat, platinát, ezüstöt, molibdént, nikkelt és volfrámot tartalmazó érceket. Jelentős kősólelőhely van Provadija környékén, 4,4 milliárd tonnával. Északkelet-Bulgáriában kaolinit található, mintegy 70 millió tonna. A Pirin-, a Rodope-, a Sztrandzsa- és a Nyugati-Balkán-hegységekben márvány lelhető fel. További fontos nemfémes ásványkincsek még a gipsz, a barit, a fluorit, a zeolit, a kianit, a mészkő, a kvarchomok, a trasz, a perlit, a földpátok, a gránit.
Mindezek ellenére a bányászat jelentősen visszaesett a kommunizmust követő években, a kétezres évek elején a GDP-nek csupán a 2%-át adta, a munkaerőnek pedig a 3%-át foglalkoztatta ez az ágazat.